# Montmoreau
Montmoreau község Franciaország Új-Aquitania régiójában, Charente megyében. Új községként 2017. január 1-jén jött létre öt korábbi község: Montmoreau-Saint-Cybard, Aignes-et-Puypéroux, Saint-Amant-de-Montmoreau, Saint-Eutrope és Saint-Laurent-de-Belzagot egyesítésével. Lakosainak száma 2419 fő (2022. január 1.).

## Népesség
| Lakosok száma | 2591 | 2575 | 2573 | 2564 | 2517 | 2468 | 2419 |
|               | 2015 | 2017 | 2018 | 2019 | 2020 | 2021 | 2022 |